# García Jofre de Loaísa

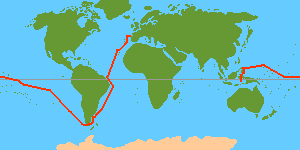
Trajet de l'expédition Loaísa.

 Francisco José García Jofré de Loaísa, né en 1490 à Ciudad Real et mort le 30 juillet 1526 dans l'océan Pacifique, est un navigateur espagnol surtout connu pour l'expédition vers les îles Moluques (actuelle Indonésie) qu'il dirige en 1525-1526 à la suite du voyage de Magellan (1519-1522), notamment pour essayer de retrouver un des navires de son escadre, la Trinidad. Il a d'ailleurs pour second Juan Sebastián Elcano, membre éminent de l'expédition de Magellan.
Ces expéditions se déroulent à une époque où la possession des Moluques, les « îles des épices », est revendiquée par la Couronne de Castille en vertu du traité de Tordesillas (1494), alors que les Portugais, qui ont atteint les Indes dès 1498 (Vasco de Gama) en passant par le cap de Bonne-Espérance, sont présents aux Moluques depuis 1512.

## Contexte: l'expédition de Magellan et le traité de Tordesillas
Lorsque Magellan part de Séville en 1519, au nom du roi de Castille et d'Aragon, Charles Ier (élu empereur en 1520 sous le nom de Charles Quint), il ne veut pas faire le tour du monde, mais atteindre les Indes en traversant l'océan Atlantique, puis l'océan Pacifique, ce qui était le projet (inabouti) de Christophe Colomb en 1492. 
Mais plus particulièrement, il veut aller aux Moluques, dont il est certain qu'elles se trouvent dans la zone qui revient à la Castille, selon le partage de Tordesillas. La Terre a été divisée en deux zones par ce traité : à l'est d'un méridien passant à 370 lieues à l'ouest des îles du Cap-Vert, donc en Afrique et dans l'océan Indien, les Portugais ont le monopole des escales (sauf aux Canaries, possession de la Castille) ; à l'ouest, ce sont les Espagnols. Mais la limite n'a pas été concrètement déterminée dans l'océan Pacifique, encore inconnu en 1494.
Parti en août 1519, Magellan réussit à trouver un passage vers le Pacifique, le détroit de Magellan (1520), et atteint les Philippines en 1521. Il y est tué en participant à un conflit entre chefs indigènes (avril 1521). Il ne reste alors que deux navires, la Victoria et la Trinidad, qui sous le commandement de Juan Sebastián Elcano réussissent à atteindre les Moluques (novembre) et à charger leurs cales d'épices. Ils se séparent alors : Elcano part vers l'ouest avec la Victoria, à travers des mers sous contrôle portugais. Il réussit néanmoins à atteindre Séville en 1522, réalisant la première circumnavigation de l'Histoire. La Trinidad repart vers l'isthme de Panama, où les Espagnols sont déjà présents, mais ne trouve pas les vents favorables et affronte des tempêtes. Le navire fait finalement demi-tour vers les Moluques. L'équipage est fait prisonnier par les Portugais et la Trinidad est démontée pour construire un camp fortifié.

## Biographie

### Origines familiales
Né dans le royaume de Castille dans la région de la Manche située au sud de Tolède et de Madrid, il est le fils d'Álvaro de Loaysa et de Maria González de Yanguas, qui se sont mariés à Plasencia, en Estrémadure.
Il appartient à une famille dont plusieurs membres occupent des fonctions notables, notamment Juan García de Loaysa y Mendoza (1476-1546), confesseur de Charles Quint, maître de l'ordre des Dominicains en Castille, président du Conseil des Indes à sa création en 1524 (plus tard archevêque de Séville, de 1539 à 1546). 
Un de ses frères est commandeur de Paracuellos de l'ordre de Santiago.

### Début de carrière
Autour de 1520, il participe à des ambassades envoyées au sultan Selim Ier et à son fils Soliman le Magnifique. 
En 1525, il est commandeur d'Ocaña dans l'ordre de Saint-Jean de Jérusalem (l'« ordre de Malte »).

### L'expédition de 1525

#### Préparatifs et début de l'expédition
Charles Quint, persuadé comme Magellan que les Moluques lui reviennent, organise en 1525 une deuxième expédition vers les Moluques, placée sous le commandement de Francisco Garcia de Loaisa, secondé par Juan Sebastián Elcano. L'escadre compte sept navires (Santa Maria de la Victoria, Sancti Spiritus, Anunciada, San Gabriel, Santa Maria del Parral, San Lesmes et Santiago)  avec 450 hommes d'équipage. 
L'escadre quitte La Corogne le 24 juillet 1525 et atteint la Patagonie en janvier 1526. 

#### La difficile traversée du détroit de Magellan (janvier-mai 1526)
Bien qu'il ait déjà traversé le détroit de Magellan, Juan Sebastian de Elcano s'engage le 14 janvier dans le rio de San Ildefonso, passage dangereux où les navires s'échouent. Ils sont libérés quelques heures plus tard par la marée montante, sauf le Sancti-Spiritus qui s'est brisé sur les rochers.  
Le 10 février, le capitaine de l'Anunciada, Pedro de Vera, décide d'abandonner l'expédition en partant vers les Moluques par le cap de Bonne-Espérance (la route portugaise). Une autre désertion a lieu un peu plus tard : le capitaine du San Gabriel décide de faire demi-tour et de retourner en Castille. 
Après avoir consacré un mois aux réparations des navires et à leur réapprovisionnement, le reste de l'escadre reprend la mer le 24 mars 1526. Le 12 avril, les bâtiments entrent dans le port de Conception, et le 6 mai, dans celui de San Juan. 
Après 48 jours de navigation dans le détroit de Magellan, l'escadre atteint l'île de la Désolation le 26 mai 1526.

#### La dislocation de l'expédition (juin 1526)
Mais sept jours après avoir pénétré dans l'océan Pacifique, elle subit une tempête qui sépare définitivement les navires :  
Le San Lesmes disparaît à jamais. Plus de deux siècles plus tard, en 1772, la frégate Magdalena trouvera, près de Tahiti, une vieille croix qui aurait pu se trouver à son bord ; en 1929, des canons espagnols du XVIe siècle seront trouvés sur l'île d'Amanu, dans les Tuamotu, mais certains pensent qu'ils proviennent de l'Anunciada qui serait arrivée jusqu'en Nouvelle-Zélande et aurait alors fait naufrage.
La Santa Maria del Parral atteint les îles Célèbes, un peu à l'ouest des Moluques. Mais le capitaine Jorge Manrique de Najera, son frère et le trésorier du navire sont tués au cours d'une mutinerie. L'équipage débarque ensuite près de l'île de Cebu, mais il est attaqué par les indigènes.  Plusieurs marins sont tués et les autres sont capturés. En février 1528, l'expédition d'Álvaro de Saavedra recueillera les survivants et les instigateurs de la mutinerie seront exécutés à Tidore.
Le Santiago se dirige vers le nord, et effectue un parcours de 10 000 km pour atteindre la côte de la Nouvelle-Espagne (actuel Mexique). Il entre dans le golfe de Tehuantepec le 25 juillet 1526. Une partie de son équipage participe ensuite à l'expédition d'Alvaro de Saavedra.

#### Mort de Loaisa et d'Elcano
Quant à la Santa-Maria de la Victoria, elle poursuit son voyage, mais le scorbut fait des ravages dans l'équipage. L'amiral Loaisa meurt le 30 juillet 1526 et Elcano le 4 août.

## Suites: le traité de Saragosse (1529)
Une troisième expédition est lancée en 1526 à partir de la Nouvelle-Espagne, sous le commandement d'Álvaro de Saavedra. Mais son destin est identique à celui de la Trinidad.
Confronté à ce triple échec, Charles Quint engage des négociations avec le Portugal. Le traité de Saragosse de 1529 détermine la ligne de partage dans le Pacifique comme passant à l'est des Moluques, qui sont donc reconnues au Portugal, qui accepte de payer en contrepartie une importante indemnité financière et laisse aux Espagnols le droit de coloniser les Philippines, bien qu'elles se trouvent à l'ouest de cette ligne.